# معارك الرمادي (1917)
معارك الرمادي هما معركتان وقعتا بين قوات الإمبراطورية البريطانية و الدولة العثمانية في يوليو وأيلول من عام 1917 وذلك خلال أحداث الحرب العالمية الأولى، تقاتل الجانبان من أجل السيطرة علي مدينة الرمادي في وسط العراق، على بعد حوالي 100 كيلومتر إلى الغرب من بغداد على الضفة الجنوبية لنهر الفرات، حيث تمركزة حامية عثمانية مهمة، جعل موقع المدينة الاستراتيجي على الطريق بين حلب وبغداد هدفًا بريطانيًا رئيسيًا خلال حملة بلاد ما بين النهرين، لكن الظروف المناخية العدائية جعلت المعارك تستغرق خلال هجومين نحو ثلاثة أشهر حتى سقطة المدينة بيد البريطانيون أخيرا.
كانت أول معركة في يوليو 1917 وأسفرت عن هزيمة القوات البريطانية وكان السبب في ذلك مجموعة من العوامل، من بينها الحرارة الشديدة التي تسببت في خسائر أكبر من نيران القوات العثمانية، والطقس السيئ، والاتصالات البريطانية الضعيفة، والدفاع العثماني الفعال، ولكن القوات البريطانية تجنبت الاخطاء في المعركة الثانية بعد شهرين حيث تبنى البريطانيون تكتيكات مختلفة واحتجزوا الحامية عند نهر الفرات، وقطعوا طريق الانسحاب وبالتالي تم الاستيلاء علي الحامية بالكامل تقريبا مع كميات كبيرة من الذخيرة.